# It's No Game
It's No Game è un brano musicale scritto ed interpretato da David Bowie per il suo album Scary Monsters (and Super Creeps) del 1980. Sul disco, la canzone è divisa in due parti, poste all'inizio e alla fine dell'album.
It's No Game (No. 1) venne pubblicata su singolo come B-side della versione statunitense del singolo Ashes to Ashes nell'agosto 1980. In Giappone uscì anche come A-side di un 45 giri con Fashion sul lato B.

## Il brano
La canzone è costituita su testo e melodia vocale tratti da un vecchio inedito di Bowie intitolato Tired of My Life messo su nastro demo nel 1970 ma da lui scritto quando aveva sedici anni.

### No. 1
Il testo di It's No Game (No. 1) è declamato in lingua giapponese dalla cantante Michi Hirota, con Bowie che la accompagna cantando la traduzione in inglese come se gli "stessero letteralmente strappando gli intestini", secondo la definizione fornita dai giornalisti di NME Roy Carr e Charles Shaar Murray. Bowie disse di aver voluto una stridula voce femminile nel pezzo per "infrangere un particolare tipo di attitudine sessista" circa le ragazze giapponesi e le donne in generale.

### No. 2
In contrasto alla musicalità e all'intensità vocale della prima parte, It's No Game (No. 2) è molto più rilassata; Carr e Murray interpretarono il tutto come una giusta conclusione dell'album, nella quale Bowie "affronta la medesima situazione dell'inizio, ma con minor foga e una rabbia ormai sfumata. Le cose non sono migliorate, ma egli è rassegnato e la prende meglio".

## Cover
- Born to Worry - Una versione della canzone intitolata It's No Game Part 3 inserita nell'album Loving the Alien: Athens Georgia Salutes David Bowie.
- Nine Inch Nails - Campionamenti di chitarra presi dalla canzone di Bowie, rallentati e capovolti al contrario, inseriti nella traccia Pinion sull'EP Broken.[1]

## Formazione
- David Bowie: Voce solista, pianoforte, sintetizzatori
- Michi Hirota: Voce
- Tony Visconti: Produzione, cori
- Robert Fripp: Chitarra solista
- Carlos Alomar: Chitarra ritmica
- George Murray: Basso
- Dennis Davis: Batteria